# Олус
Олус, рідше Олоус (грец. Ὄλους, Ὄλουλις) — стародавнє затонуле місто, що знаходилось на місці теперішньої Елунди, що розташоване на північному узбережжі острова Крит, Греція. Затонуле місто може бути відвідане туристами, які плавають в бухті Елунди. Сьогодні, видимі тільки залишки міста — розкидані основи стін власне на острові, а також вузькому перешийку у відкритому морі.

## Історія
Історія міста відома головним чином за написами і монетами, датованими періодом між 330–280 до н. е. У 260 до н. е. місто стало частиною Кносса, проте пізніше Олус не приєднався до Республіка Крит. У 201 до н. е. Олус увійшов до союзу із Родосом, але пізніше місто потрапив під панування Лато. Після довготривалих прикордонних суперечок із Лато, мешканці Олуса врешті-решт домовилися із меканцями Лато.
Окрім руїн будівель археологами були також знайдені артефакти із теракоти постмінойського періоду. Відомо, що в Олусі був храм Брітомартіди, чия дерев'яна статую була вирізьблена Дедалом, міфічним батьком всього критського мистецтва. Її зображення представлене на монетах Олуса.
Знайдений в районі Олуса зразок письма, який зараз виставлений у Луврі, містить текст угоди Олуса із іншими містами Криту. Цей же напис оповідає, що існував храм Асклепія. Інші написи (датовані 3 століттям до н. е.) свідчать про встановлення дружніх відносин між Олусом та Лато, а також згадують головний храм міста — Афродіти та Ареса.
Храм Афродіти та Ареса в Олусі являв собою геометричне капище. Артефакти, знайдені в околицях храму нині зберігаються в Археологічному музеї міста Айос-Ніколаос. В іншому указі від 134 до н. е. Кносс визначається третейським суддею у суперечках між Олусом та Лато.
Під час розкопки 1960 року Анастасіос Орландос відкрив палеохристиянську тринавну базиліку 5 століття. В одному з її проходів збереглась мозаїчна підлога, на якій окрім орнаменту зазначено імена тих, хто допоміг зведенню храму. Також Орландос він виявив шматок залізної руди із текстом указу між Олусом та Родосом. Він виявився одним із втрачених фрагментів одного запису, що був знайдений Анрі ван Еффентерре у 1937 році в апсиді базиліки. Цей текст написаний на доричному діалекті.
Олус був незалежним містом, яке карбувало власну монету. Більшість з них містять зображення Артеміди Брітомартиди та Зевса з орлом або дельфіном, або вісім променів зірки і слова OLOUNTION, що означає з Олуса. Дослідник давньогрецьких старожитностей Своронос відзначив одинадцять різних типів монет.
Свою незалежність місто зберігало і у венеційську добу. Згідно з офіційними паперами венеційської влади, Олус був одним з міст Криту, де було дозволено поселення іноземців. Вчені вважають, що місто занурилося під воду внаслідок локального зсуву, який не був частиною процесу, так званого, зсуву Східного Криту.